# Biantes
Biantes – rodzaj kosarzy z podrzędu Laniatores i rodziny Biantidae. Jest drugim co do liczebności w gatunki rodzajem Biantidae. Gatunkiem typowym jest Biantes longimanus.

## Występowanie
Przedstawiciele rodzaju są szeroko rozprzestrzenieni w krajach zlewni Oceanu Indyjskiego. Występują od Seszeli przez Indie i Nepal po indonezyjską Sumatrę.

## Systematyka
Opisano dotychczas 30 gatunków z tego rodzaju:

- Biantes albimanum (Loman, 1902)
- Biantes aelleni Silhavy, 1973
- Biantes annapurnae J. Martens, 1978
- Biantes atroluteus Roewer, 1914
- Biantes brevis J. Martens, 1978
- Biantes carli Roewer, 1929
- Biantes conspersus Roewer, 1927
- Biantes dilatatus J. Martens, 1978
- Biantes fuscipes Thorell, 1890
- Biantes gandaki J. Martens, 1978
- Biantes gandakoides J. Martens, 1978
- Biantes ganesh J. Martens, 1978
- Biantes godavari J. Martens, 1978
- Biantes gurung J. Martens, 1978
- Biantes jirel J. Martens, 1978
- Biantes kathmandicus J. Martens, 1978
- Biantes lecithodes Thorell, 1899
- Biantes longimanus Simon, 1885
- Biantes magar J. Martens, 1978
- Biantes minimus M. Rambla, 1983
- Biantes newar J. Martens, 1978
- Biantes parvulus (Herbst, 1911)
- Biantes pernepalicus J. Martens, 1978
- Biantes quadrituberculatus Roewer, 1929
- Biantes rarensis J. Martens, 1978
- Biantes sherpa J. Martens, 1978
- Biantes simplex J. Martens, 1978
- Biantes thakkhali J. Martens, 1978
- Biantes thamang J. Martens, 1978
- Biantes vitellinus Thorell, 1890